# Xenisthmus polyzonatus
Xenisthmus polyzonatus is een straalvinnige vissensoort uit de familie van grondels (Xenisthmidae). De wetenschappelijke naam van de soort is voor het eerst geldig gepubliceerd in 1871 door Klunzinger.